# 中村康介
中村 康介（なかむら こうすけ、1980年1月26日 - ）は、日本の俳優、モデル、起業家。身長180cm。血液型はO型。静岡県浜松市出身。所属はアクエリアスモデルズ。
モデルとしてCM・広告に出演する一方、株式会社アクエリアスの代表取締役社長としてモデル事業やパーソナルスタイリング事業などを展開する。

## 人物・経歴
- 身長180cm、体重67kg。
- 明治大学商学部在学中にスカウトされ、モデル業を開始。
- 明大卒業後、NTTデータに入社しSEとして勤務する傍ら、在職中に芸能プロダクションに入り、TVドラマにレギュラー出演を果す。
- 退職後、俳優、モデルを務めながら、モデル事務所を経営。
- セミナー講師の甲子園「セミナーコンテストTOKYO2014」でグランプリを受賞するなど、セミナー講師としても活動する。
- 趣味は、スノーボード・ダンス・バスケットボール・マジックなど。
- 特技は、サーフィン・水墨画・スキューバダイビング（PADIダイブマスター）。
- その他の資格は、小型1級船舶士、スノーボード（SAJ2級）、パソコン検定2級、馬術ライセンス5級

## 主な出演作品

### CM
- Microsoft Azure（マイクロソフト）
- ビヒダスかけるヨーグルト（森永乳業）
- Sony Bank WALLET（ソニー銀行）
- PlayStation VR（ソニー・インタラクティブエンタテインメント）
- キリン一番搾り（KIRIN）
- GABA（GABA）
- デオナチュレ（シービック）
- キシリッシュ（明治製菓）
- サントリーボス（サントリー） - 競争社会篇
- アルデプロ（アルデプロ） - 古寺篇
- OXY（ロート製薬） - トリガースプレー篇
- エコキュート（北陸電力） - エコキュート篇
- 写光リース（とーるりーす）
- スルーラックS（エスエス製薬） - 音沙汰無し篇
- 銀のさら（銀のさら） - dog篇

### 雑誌
- Gainer（光文社）
- CLASSY.（光文社）
- BiDaN（バウハウス）
- FINEBOYS（日之出出版）
- Fine（日之出出版）
- CanCam（小学館）
- smart（宝島社）
- Marie claire（アシェット婦人画報社）
- GLESTY（グレスティ）
- ゼクシィ（リクルート）
- MySpace from JP.（東京ニュース通信社）
- Running Style（エイ出版社）
- ターザン（マガジンハウス）
- BIG tomorrow（青春出版社）

### 広告
- NTTドコモ
- ソニー
- JTBベネフィット
- ダイハツ
- シービック
- 日立製作所
- キリン
- ベストブライダル
- カラダファクトリー

### TV
- 全力坂（2005年8月、テレビ朝日）
- 魔法戦隊マジレンジャー（2005年2月 - 2006年2月、テレビ朝日） - ヒロフミ 役（第39話ゲスト）
- 夜王（2006年1月 - 3月、TBS） - 銀蔵 役（レギュラー）

### 舞台
- アタックNo.5（2006年4月） - 鮫津 役
- shakeな夜（2006年10月） - 間々田喜一郎 役
- 夏の夜の夢（2007年4月） - 龍ノ進 役
- 仕込んでいこう!（2007年8月） - ゴンザレス安田 役
- merryなヤロー!（2006年4月） - 松下暢宏 役
- あした（2008年5月） - 唐木幻詩 役
- 鋼鉄三国志（2008年6月） - 甘寧興覇 役
- SHOUT!（2008年2月） - 神和俊 役
- SMILE（2009年6月） - 兼島順平 役
- RESET（2009年8月） - 千田満 役
- Guns -All or Nothing-（2009年10月） - 三上良介 役
- 海冥の城　白の姫君（2009年12月） - 卜部季武 役（主演）
- SUPER HEROISM（2010年5月） - 片瀬川エイタ 役
- ふしぎ遊戯（2010年10月） - 軫宿 役
- 300年の絵画と鉄仮面の姫君（2011年1月） - シャイク 役（主演）
- ふしぎ遊戯〜朱雀編〜（2011年3月 - 4月） - 軫宿 役
- CABBARET ON THE SEA（2011年5月） - 望月武 役
- ドドスカドン（2011年6月） - 宮田浩一 役（主演）
- Letter（2011年8月 - 9月）
- ふしぎ遊戯〜青龍編〜（2012年4月 - 5月） - 軫宿 役

### ショウ
- Descente×東レ Men's SwimWear 'T-Body' プレス発表
- アシックス オリンピック競泳水着 プレス発表

### ラジオ
- RADIO×SPIDER（J-WAVE）